# Sonic Youth

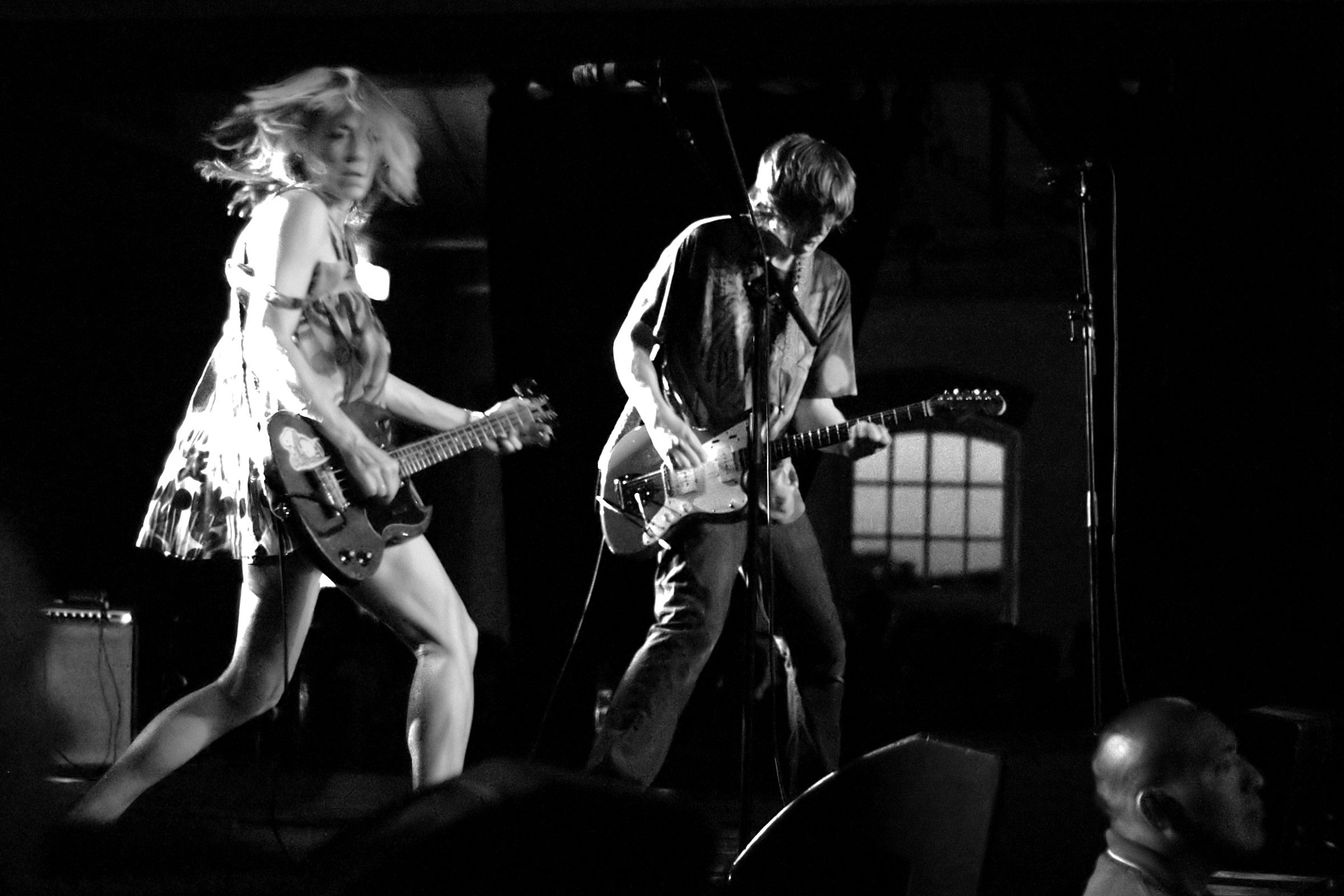
Kim Gordon (esquerra) i Thurston Moore actuant a Estocolm, el 2005

Sonic Youth va ser un grup musical fundat a Nova York, EUA, el 1981. Als inicis es van caracteritzar, principalment, pel seu ús dels instruments de forma no convencional: afinacions obertes i el processament de sons analògicament i digitalment, l'ús de baquetes per a tocar les guitarres, així com la retroalimentació instrument/amplificador i dels instruments i de la guitarra preparada.
El seu estil neix de l'escena post-punk i del rock underground, desmarcant-se de qualsevol classificació i realitzant temes on la presència de les estructures musicals estàndards de la música rock era gairebé inexistent. Els seus primers discos varen capgirar l'escena pop i rock dels EUA arribant a punts on altres ni tan sols havien gosat pensar que s'hi podia arribar. Les seves lletres estan plenes de metàfores i descriuen realitats descarnades i en brut.

## Membres
Formació definitiva
- Kim Gordon – veus, baix elèctric, guitarra elèctrica (1981–2011)
- Thurston Moore – veus, guitarra elèctrica (1981–2011)
- Lee Ranaldo – guitarra elèctrica, veus (1981–2011), teclats (2002-2011)
- Steve Shelley – bateria (1985–2011)
- Mark Ibold – baix elèctric, guitarra elèctrica (2006–2011)

Membres anteriors
- Anne DeMarinis – keyboards (1981–1982)
- Richard Edson – bateria (1981–1982)
- Bob Bert – bateria (1982, 1983–1985) a Bad moon rising
- Jim Sclavunos – bateria (1982–1983) a Confusion is sex
- Jim O'Rourke – baix elèctric, guitarra elèctrica, sintetitzadors (1999–2005) a Sonic Nurse

## Discografia
Inicien les seves activitats sota el segell discogràfic Neutral el 1982, per bé que la major part de treballs seran publicats per Geffen/DGC. Actualment la seva carrera musical consta dels següents àlbums d'estudi:
| Data de publicació     | Títol                                   | Segell discogràfic           |
| ---------------------- | --------------------------------------- | ---------------------------- |
| Març de 1982           | Sonic Youth                             | Neutral Records              |
| Febrer de 1983         | Confusion Is Sex                        | Neutral Records              |
| Març de 1985           | Bad Moon Rising                         | Homestead Records            |
| Maig de 1986           | EVOL                                    | SST Records                  |
| Juny de 1987           | Sister                                  | SST Records                  |
| Octubre de 1988        | Daydream Nation                         | Enigma Records / Blast First |
| 26 de juny de 1990     | Goo                                     | DGC Records                  |
| 21 de juliol de 1992   | Dirty                                   | DGC Records                  |
| 10 de maig de 1994     | Experimental Jet Set, Trash and No Star | DGC Records                  |
| 26 de setembre de 1995 | Washing Machine                         | DGC Records                  |
| 12 de maig de 1998     | A Thousand Leaves                       | DGC Records                  |
| 16 de maig de 2000     | NYC Ghosts & Flowers                    | Geffen Records               |
| 25 de juny de 2002     | Murray Street                           | Geffen Records               |
| 8 de juny de 2004      | Sonic Nurse                             | Geffen Records               |
| 13 de juny de 2006     | Rather Ripped                           | Geffen Records               |
| 2006                   | The destroyed room (EP)                 | Geffen Records               |
| 9 de juny de 2009      | The Eternal                             | Matador Records              |